# Trévières
Trévières település Franciaországban, Calvados megyében. Lakosainak száma 922 fő (2022. január 1.). Trévières Bernesq, Bricqueville, Mandeville-en-Bessin, Rubercy és Formigny La Bataille községekkel határos.

## Népesség
A település népessége az elmúlt években az alábbi módon változott:
| Lakosok száma | 824  | 844  | 889  | 947  | 935  | 929  | 924  | 917  | 918  | 922  |
|               | 1968 | 1982 | 1990 | 2006 | 2013 | 2015 | 2017 | 2019 | 2020 | 2022 |